# Thomas Ogunrinde
Thomas Ogunrinde (* 4. November 1960) ist ein Tischtennisspieler aus Nigeria. In den 1980er Jahren wurde er Afrikameister, in den 1990er Jahren spielte er in der deutschen Bundesliga.
Andere Quellen geben als Geburtstag den 9. Juni 1959 an.

## Werdegang
Thomas Ogunrinde nahm 1983 und 1985 an den Tischtennisweltmeisterschaften teil, kam dabei aber nicht in die Nähe einer Medaille. Seine größten Erfolge hatte er 1985 bei den Afrikameisterschaften. Hier erreichte er im Einzel das Halbfinale, im Doppel mit Abiono und mit der nigerianischen Mannschaft gewann er Gold.
1988 spielte er beim Bundesligaverein TTC Altena (damals TTC Plaza Altena), mit dem er 1991 Meister der 2. Bundesliga Nord wurde. 1991 wechselte er zum 1. FC Bayreuth, mit dem er 1994 in die 1. Bundesliga aufstieg. Ogunrinde war der erste afrikanische Spieler in der 1. Bundesliga. 1996 schloss er sich dem DJK Offenburg.
Ogunrinde nahm die deutsche Staatsbürgerschaft an und war somit an nationalen Turnieren teilnahmeberechtigt. 2005 wurde er zusammen mit Nicolai Popal deutscher Seniorenmeister im Doppel in der Altersklasse Ü40.
Nach seiner Karriere in der Bundesliga spielte er bei mehreren niederklassigen Vereinen, etwa 2001–2004 bei SV Blau-Weiß Wiehre Freiburg in der Regionalliga, 2004 bis 2006 bei TTC Wehr sowie seit 2007 bei VfR Birkmannsweiler (2014/15 Regionalliga).

## Turnierergebnisse
| Verband | Veranstaltung        | Jahr | Ort        | Land | Einzel     | Doppel    | Mixed     | Team |
| ------- | -------------------- | ---- | ---------- | ---- | ---------- | --------- | --------- | ---- |
| NGR     | African Championship | 1985 | Alexandria | EGY  | Halbfinale | Gold      |           | 1    |
| NGR     | Weltmeisterschaft    | 1985 | Göteborg   | SWE  | Qual       | letzte 64 | Qual      | 20   |
| NGR     | Weltmeisterschaft    | 1983 | Tokio      | JPN  | Qual       | Qual      | Scratched | 19   |